# Eendracht Aalst Ladies
Eendracht Aalst Ladies – kobieca sekcja belgijskiego klubu piłki nożnej SC Eendracht Aalst, mający siedzibę w mieście Aalst, w północno-zachodniej części kraju, występujący w latach 1983–1985, 1987/88 i 1989–2008 w rozgrywkach Eerste Klasse, a potem w latach 2020–2023 w Super League. 

## Historia
Chronologia nazw:
- 1969: Kamillekes Aalst
- 1995: KSC Eendracht Aalst – po dołączeniu do SC Eendracht Aalst
- 2002: VC Eendracht Aalst 2002 – po odłączeniu z SC Eendracht Aalst
- 2003: VC Dames Eendracht Aalst
- 2015: Divas Eendracht Aalst
- 2017: Eendracht Aalst Ladies – po dołączeniu do SC Eendracht Aalst

Kobieca drużyna piłkarska Kamillekes została założona w mieście Aalst w październiku 1969 roku przez księcia karnawałowego Kamiela Serganta, któremu podczas występów w kraju i za granicą towarzyszył zespół taneczny "de Kamillekes". Początkowo drużyna kobiet rozgrywała jedynie mecze towarzyskie. Od 1971 roku KBVB organizowało oficjalne zawody w kobiecej piłce nożnej, a od 1976 roku dopuszczano także niezależne kluby kobiece. W 1977 roku klub dołączył do Belgijskiego Związku Piłki Nożnej i otrzymał numer rejestracyjny 8511 i startował w lidze prowincjonalnej Oost-Vlaamse. W 1981 roku drużyna awansowała do krajowej ligi, do wprowadzonej w tym samym roku Tweede Klasse (D2). Aalst od razu znalazł się w gronie lepszych i po zajęciu drugiego miejsca w 1983 roku zespół awansował do Eerste Klasse (D1). W debiutowym sezonie 1983/84 zespół zajął 11.miejsce, ale w następnym uplasował się na ostatniej 14.pozycji i spadł do drugiej klasy. W sezonie 1987/88 na rok powrócił do najwyższej dywizji, dopiero rok później w 1989 roku na stałe zadomowił się na najwyższym poziomie rozgrywek.
W 1995 roku klub dołączył do SC Eendracht Aalst i stał się jego sekcją dla kobiet, zmieniając nazwę na KSC Eendracht Aalst. W sezonie 1995/96 zespół wygrał swoje pierwsze mistrzostwo kraju, a w 1998 po raz pierwszy dotarł do finału Pucharu Belgii, gdzie przegrał z RSC Anderlecht. W latach 1999, 2000, 2001 i 2002 zespół ponownie został mistrzem kraju, co czyni go pierwszym klubem, który cztery razy z rzędu został mistrzem kraju w belgijskiej piłce nożnej kobiet. W latach 2000 i 2002 klub ponownie zagrał i zdobył Puchar Belgii. W 2001 roku drużyna była pierwszą belgijską uczestniczką UEFA Women's Cup. Jednak zarówno w sezonie 2001/02, jak i 2002/03 nie zakwalifikowała się poza pierwszą fazę grupową.
Jednak sekcja męska Eendrachtu Aalst doświadczyła problemów finansowych i w 2002 roku ogłosiła upadłość. Dla kobiecej drużyny oznaczało to koniec wielkich sukcesów. Ostatecznie klub został uratowany przed upadkiem i futbol mógł być kontynuowany w Aalst, pod nową nazwą VC Eendracht Aalst 2002. Na początku 2003 roku wielu zwolenników założyło grupę "Dames Eendracht Aalst". Zespoły kobiece odłączyły się od VC Eendracht Aalst w 2002 roku i kontynuowały działalność niezależnie w nowym klubie, który dołączył do Belgijskiego Związku Piłki Nożnej jako VC Dames Eendracht Aalst w czerwcu 2003 roku i otrzymał numer rejestracyjny 9447, kontynuując występy w Eerste Klasse.
W 2008 roku klub zakończył jednak swoją działalność w najwyższej klasie rozgrywkowej i rozpoczął występy w rozgrywkach ligi prowincjonalnej. W 2010 roku został został mistrzem prowincji i wygrał rundę finałową, dzięki czemu awansował do krajowej Derde Klasse (D3). W 2012 roku klub został mistrzem grupy A Derde Klasse, zdobywając bezpośredni awans do Tweede Klasse. W sezonie 2012/13 startowała nowoutworzona Women's BeNe League, w której doszło do połączenia belgijskiej First Division i holenderskiej Eredivisie, wskutek czego poziom Tweede Klasse spadł o jeden poziom niżej. Już w pierwszej próbie zespół zajął drugie miejsce w tabeli ligowej i zakwalifikował do barażów z przedostatnią drużyną z Eerste Klasse Lommel United WS. Dzięki zwycięstwu klub w 2013 roku awansował do Eerste Klasse, która nie była już najwyższym belgijskim szczeblem, ale poziomem drugim.
W 2015 roku klub Eendracht Aalst ponownie posiadał własną sekcję kobiecą, po przejęciu drużyny kobiecej od KVK Ninove, zmieniając jego nazwę na Divas SC Eendracht Aalst. Ponieważ zespół ten nigdy nie awansował z ligi prowincjonalnej, co skłoniło klub do połączenia ze starą drużyną, grającą na zapleczu Superligi. W grudniu 2016 roku ogłoszono, że od sezonu 2017/18 klub będzie grał w Eerste Klasse pod nazwą Eendracht Aalst Ladies.
Dzięki trzeciemu miejscu w sezonie 2016/17 połączony klub dostał nawet szansę na start w Super League, jednak (podobnie jak inne drużyny pierwszej klasy) klub nie przyjął tej oferty. Sezon 2019/20 nie dokończono z powodu pandemii COVID-19, ale tak jak na moment przerwania rozgrywek zajmował pierwsze miejsce w tabeli, to uzyskał także licencję do gry w Superlidze, po 12 latach nieobecności na najwyższym poziomie.
Po 3 sezonach w Super Lidze klub w sezonie 2022/23 zajął ostatnie 11.miejsce, co skutkowało spadkiem do Eerste Klasse.

## Barwy klubowe, strój, herb, hymn
|  |  |

Klub ma barwy czarno-białe. Piłkarki domowe spotkania zazwyczaj grają w czarnych koszulkach z białym poziomym pasem powyżej piersi, czarnych spodenkach oraz czarnych getrach.

## Sukcesy

### Trofea międzynarodowe
| \| \| Zdobyte trofea w rozgrywkach międzynarodowych (stan na: 31-05-2023) \| |                                                                     |      |                  |
| Rozgrywki                                                                    | Osiągnięcie                                                         | Razy | Sezon(y)         |
| Liga Mistrzyń UEFA                                                           | zdobywca                                                            | 0    |                  |
| Liga Mistrzyń UEFA                                                           | finalista                                                           | 0    |                  |
| Liga Mistrzyń UEFA                                                           | runda grupowa                                                       | 2    | 2001/02, 2002/03 |
| FIFA                                                                         | Zdobyte trofea w rozgrywkach międzynarodowych (stan na: 31-05-2023) |      |                  |

### Trofea krajowe
| \| \| Zdobyte trofea w rozgrywkach Belgii (stan na: 31-05-2023) \| |                                                           |      |                                             |
| Rozgrywki                                                          | Osiągnięcie                                               | Razy | Sezon(y)                                    |
| Mistrzostwo                                                        | I miejsce                                                 | 5    | 1995/96, 1998/99, 1999/00, 2000/01, 2001/02 |
| Mistrzostwo                                                        | II miejsce                                                | 2    | 1996/97, 1997/98                            |
| Mistrzostwo                                                        | III miejsce                                               | 0    |                                             |
| Puchar                                                             | zdobywca                                                  | 2    | 1999/00, 2001/02                            |
| Puchar                                                             | finalista                                                 | 2    | 1997/98, 2002/03                            |
| Superpuchar                                                        | zdobywca                                                  | 1    | 1998                                        |
| Superpuchar                                                        | finalista                                                 | 1    | 1996                                        |
| II liga                                                            | I miejsce                                                 | 2    | 1988/89, 2019/20                            |
| II liga                                                            | II miejsce                                                | 2    | 1982/83, 1986/87                            |
| II liga                                                            | III miejsce                                               | 2    | 1985/86, 2016/17                            |
| Belgia                                                             | Zdobyte trofea w rozgrywkach Belgii (stan na: 31-05-2023) |      |                                             |

### Inne trofea
- Derde/Tweede Klasse:
  - mistrz (1x): 2011/12 (gr.A)
  - wicemistrz (1x): 2012/13

## Poszczególne sezony

### Rozgrywki międzynarodowe

#### Europejskie puchary
Klub w sezonach 2001/02 i 2002/03 uczestniczył w rozgrywkach europejskich (runda grupowa).

### Rozgrywki krajowe
| \| Belgia \| Bilans występów klubu w rozgrywkach piłkarskich Belgii (Stan na 31 maja 2023 r.) \| \| |                                                                                  |        |       |   |   |   |    |    |     |                                                   |        |        |      |
| Poziom                                                                                              | Rozgrywki                                                                        | Sezony | Mecze | Z | R | P | B+ | B– | Pkt | Lata                                              | Awanse | Spadki | Naj. |
| I                                                                                                   | Eerste Klasse / Super League                                                     | 25     |       |   |   |   |    |    |     | 1983–1985, 1987/88, 1989–2008, 2020–2023          | 0      | 4      | 1    |
| II                                                                                                  | Tweede Klasse / Eerste Klasse                                                    | 16     |       |   |   |   |    |    |     | 1977–1983, 1985–1987, 1988/89, 2013–2020, od 2023 | 4      | 0      | 1    |
| III                                                                                                 | Derde Klasse / Tweede Klasse A                                                   | 3      |       |   |   |   |    |    |     | 2010–2013                                         | 1      | 0      | 1    |
| | Puchar Belgii                                                                    | 46     |       |   |   |   |    |    |     | od 1977/78                                        | 0      | 0      | 1    |
| | Superpuchar Belgii                                                               | 2      |       |   |   |   |    |    |     | 1996, 1998                                        | 0      | 0      | 1    |
| Belgia                                                                                              | Bilans występów klubu w rozgrywkach piłkarskich Belgii (Stan na 31 maja 2023 r.) |        |       |   |   |   |    |    |     |                                                   |        |        |      |

## Piłkarki, trenerzy, prezydenci i właściciele klubu

### Trenerzy
...
- od 202?:  Jurgen Vernaillen

## Struktura klubu

### Stadion
Drużyna rozgrywa swoje mecze domowe w Aalst na stadionie Pierre Cornelisstadion, który może pomieścić 4.500 widzów.

## Kibice i rywalizacja z innymi klubami

### Derby
- KAA Gent Ladies
- KSC Lokeren-Temse